# Putnici
Chansons représentant la Bosnie-Herzégovine au Concours Eurovision de la chanson
Goodbye
(1997) Hano
(2001)
Putnici (en français Les Voyageurs) est la chanson représentant la Bosnie-Herzégovine au Concours Eurovision de la chanson 1999. Elle est interprétée par Dino et Béatrice.

## Eurovision
La chanson bosniaque est sélectionnée par un jury parmi dix-sept chansons à l'issue d'une émission de télévision le 6 mars 1999. Le vainqueur est Starac i more interprétée par Hari Mata Hari. Mais l'on découvre ensuite qu'elle est la reprise d'une chanson finlandaise publiée en 1997. On retient alors la chanson arrivée deuxième, Putnici de Dino en duo avec la Française Béatrice. C'est la première chanson bosniaque pas entièrement en bosniaque : les couplets sont en bosnien et sont interprétés par Dino, le refrain en français est interprété par Béatrice.
L'arrangement comprend des instruments occidentaux classiques comme le violon et contemporains ainsi que des instruments orientaux comme le saz ou la darbouka.
La chanson est la vingt-deuxième de la soirée, suivant Reise nach Jerusalem - Kudüs’e seyahat interprétée par Sürpriz pour l'Allemagne et précédant Diamond of Night interprétée par Evelin Samuel et Camille pour l'Estonie.
À la fin des votes, elle obtient 86 points et finit septième des vingt-trois participants.

### Points attribués à la Bosnie-Herzégovine
| 12 points  | 10 points            | 8 points               | 7 points            | 6 points         |
| ---------- | -------------------- | ---------------------- | ------------------- | ---------------- |
| - Autriche | - Croatie - Slovénie | - Allemagne - Danemark | - Norvège - Turquie | - France - Suède |
| 5 points   | 4 points             | 3 points               | 2 points            | 1 point          |
| - Pologne  |                      | - Islande - Pays-Bas   |                     | - Belgique       |